# Lista de deputados estaduais do Amazonas da 3.ª legislatura
Essa é uma lista de deputados estaduais do Amazonas eleitos para o período 1955-1959. Foram 30 eleitos.

## Composição das bancadas
| Partido | Líder                     | Bancada | Posição      |
| ------- | ------------------------- | ------- | ------------ |
| PTB     | Antônio Vital de Mendonça | 11 / 30 | Governo      |
| PSD     | Isaac de Oliveira Sabá    | 8 / 30  | Oposição     |
| UDN     | Belarmino Lins Filho      | 4 / 30  | Oposição     |
| PSP     | José Francisco da Gama    | 4 / 30  | Independente |
| PDC     | Ney Oscar Rayol           | 2 / 30  | Independente |
| PST     | João Leopoldo Sobrinho    | 1 / 30  | Governo      |

## Deputados estaduais
| Número | Deputados estaduais eleitos            | Partido | Votação | Percentual | Cidade onde nasceu   | Unidade federativa |
| 14562  | João Veiga                             | PTB     | 1.979   | 2,88%      | Recife               | Pernambuco         |
| 14637  | Augusto Paes Barreto                   | PTB     | 1.596   | 2,32%      | Rio Preto da Eva     | Amazonas           |
| 41348  | Júlio Furtado Belém                    | PSD     | 1.196   | 1,74%      | Apuí                 | Amazonas           |
| 41654  | Danilo de Aguiar Corrêa                | PSD     | 1.189   | 1,73%      | Manaus               | Amazonas           |
| 14269  | Artur Virgílio Filho                   | PTB     | 1.099   | 1,60%      | Manaus               | Amazonas           |
| 14796  | Lúcio de Siqueira Cavalcanti           | PTB     | 1.046   | 1,52%      | Anori                | Amazonas           |
| 14746  | Joel Ferreira da Silva                 | PTB     | 976     | 1,42%      | Manaus               | Amazonas           |
| 41483  | Tércio de Araújo da Silva              | PSD     | 967     | 1,41%      | Barreirinha          | Amazonas           |
| 22279  | Manoel Alexandre Filho                 | UDN     | 908     | 1,32%      | Bananeiras           | Paraíba            |
| 41740  | Augusto Pessoa Montenegro              | PSD     | 892     | 1,30%      | Tefé                 | Amazonas           |
| 14246  | Raimundo Brasil Barbosa Ferreira       | PTB     | 848     | 1,23%      | Atalaia do Norte     | Amazonas           |
| 14769  | Edson Estanislau de Miranda Afonso     | PTB     | 847     | 1,23%      | Soledade             | Paraíba            |
| 41454  | Armando de Souza Mendes                | PSD     | 836     | 1,22%      | Eirunepé             | Amazonas           |
| 41876  | Isaac de Oliveira Sabá                 | PSD     | 826     | 1,20%      | Barreirinha          | Amazonas           |
| 46685  | João Pinto Conrado Gomes               | PSP     | 822     | 1,19%      | Eirunepé             | Amazonas           |
| 14650  | José Henriques de Sousa Filho          | PTB     | 821     | 1,19%      | Iranduba             | Amazonas           |
| 41800  | Sérgio Rodrigues Pessoa Neto           | PSD     | 818     | 1,19%      | Manaus               | Amazonas           |
| 41731  | Alfredo Marques da Silveira            | PSD     | 810     | 1,18%      | São Benedito         | Ceará              |
| 14522  | Antônio Vital de Mendonça              | PTB     | 799     | 1,16%      | Manaus               | Amazonas           |
| 14400  | Xenofonte Antony                       | PTB     | 751     | 1,09%      | Manaus               | Amazonas           |
| 14229  | Oséas de Souza Martins                 | PTB     | 737     | 1,07%      | Santo Antônio do Içá | Amazonas           |
| 22417  | Belarmino Ferreira Lins Filho          | UDN     | 615     | 0,89%      | Fonte Boa            | Amazonas           |
| 46329  | Mário Diogo de Melo                    | PSP     | 615     | 0,89%      | Boca do Acre         | Amazonas           |
| 22692  | Danilo Fernandes da Silva              | UDN     | 605     | 0,88%      | Manaquiri            | Amazonas           |
| 22577  | Menandro Rodrigues Tapajós             | UDN     | 580     | 0,84%      | Nhamundá             | Amazonas           |
| 46374  | Wilson Calmon                          | PSP     | 536     | 0,78%      | Colatina             | Espírito Santo     |
| 46993  | José Francisco da Gama e Silva         | PSP     | 525     | 0,76%      | Lábrea               | Amazonas           |
| 17608  | Ney Oscar de Lima Rayol                | PDC     | 520     | 0,75%      | Manaus               | Amazonas           |
| 17885  | Francisco de Assis Albuquerque Peixoto | PDC     | 518     | 0,75%      | Manaus               | Amazonas           |
| 52710  | João Leopoldo de Menezes Sobrinho      | PST     | 250     | 0,36%      | Urucurituba          | Amazonas           |